# 李全忠
李 全忠（り ぜんちゅう、生年不詳 - 886年）は、唐代の軍人。盧龍軍節度使。本貫は幽州薊県。

## 経歴
平州刺史の李慕勲の子として生まれた。広明元年（880年）、棣州司馬となった。ときに全忠の部屋の中に蘆が生え、1尺に3つの節があったので、全忠はいぶかしく思った。そのことを別駕の張建に話すと、張建は「蘆は茅の類で、公家に茅土の兆しがあるのは、天意といってよいものです。その3節あるのは、節鉞を伝える者が3人あるということです。公は功名を立てることにつとめられ、この言葉をお忘れなきように」といった。全忠は任期を満了すると郷里に帰り、盧龍軍節度使の李可挙に仕えて牙将となった。李可挙は義武軍節度使の王処存から易州と定州を奪おうと図り、全忠は易州に派遣された。光啓元年（885年）、易州をひとたび奪ったものの、王処存に奪回されて逃げ帰った。全忠は敗戦の罪を問われるのを恐れて、敗残の兵を糾合して幽州を攻め、李可挙を自死に追い込んだ。軍中に推されて留後となった。朝廷により盧龍軍節度使に任じられた。光啓2年（886年）8月、死去した。
子に李匡威・李匡籌があり、相次いで盧龍軍節度使となった。

## 伝記資料
- 『旧唐書』巻180 列伝第130
- 『新唐書』巻212 列伝第137